# Ommatius longipennis
Ommatius longipennis är en tvåvingeart som beskrevs av Lindner 1955. Ommatius longipennis ingår i släktet Ommatius och familjen rovflugor. Inga underarter finns listade i Catalogue of Life.